# Lutgarda Mas i Mateu
Lutgarda Mas i Mateu (Gràcia, 1828 - Barcelona, 9 d'agost de 1862) fou una religiosa catalana, fundadora de l'Institut de Religioses de Nostra Senyora de la Mercè.
Era filla de Josep Mas i Piera i Teresa Mateu i Hortal, que van tenir vuit fills, i formaven una família de classe mitjana, més aviat benestant, profundament cristiana. Lutgarda hi aprengué valors com l'honradesa, la generositat o la sobrietat de vida.
Cap al 1856, digué que havia vist la Mare de Déu i que aquesta li havia encarregat (segons el mercedari P. Garí):
Que fes el que pogués per a restablir a Barcelona i els seus voltants les religioses de la Mercè, fundades en un altre temps per Santa Maria de Cervelló i que per això anés a trobar el frare Pedro Nolasco Tenas, religiós mercedari perquè l'executarà, posant-se a el front d'aquesta Santa Obra.
Lutgarda treballà, malgrat els obstacles, perquè tornés a haver-hi mercedàries. Amb Tenas, adquireixen una casa i comencen a aplegar noies que vulguin unir-se a la nova fundació. El 30 d'agost de 1860, és erigit canònicament el convent al Carrer de Sant Gervasi de Sant Gervasi de Cassoles, l'actual casa mare de la congregació. Hi comencen la seva nova vida cinc joves que formen la primera comunitat de Germanes Terciàries de la Mare de Déu de la Mercè, però no Lutgarda, ja que sa mare, anciana i molt malalta, la necessita al seu costat.
El 22 d'abril DE 1861, Lutgarda ingressa com a membre de la comunitat i el 18 de novembre vesteix els hàbits, canviant el seu nom pel de Maria dels Dolors.
Uns mesos després, Lutgarda emmalaltí. Els metges van opinar que era necessari un canvi d'aires i marxa a la Garriga, malgrat que no volia anar-hi dient que ja no tornarien a veure-la i que volia morir al convent. Efectivament, empitjorà i va haver de tornar a Barcelona, però molt greu: només va tenir temps de fer la seva professió solemne com a religiosa, el 9 d'agost de 1862 i va morir poc després.